# Военнослужащий
Военнослу́жащий — человек, исполняющий должностные обязанности, связанные с прохождением военной службы, которая призвана решать задачи в сфере безопасности и обороны государства, и в связи с этим, обладающий специальным правовым статусом (при определённых условиях: см. ниже).

## Россия
Впервые военнослужащие упоминаются в документах Великого княжества Московского, под наименованием «служилых людей» («ратные люди»), к ним в тот период относились:
- дворяне, связанные с великим князем обязанностью служить ему, как ранее называлось «нести военное дело».

В соответствии с документами того времени, как то «Уложением о службе» (1555 года), «Судебником» Ивана IV (1559 года), «Соборным уложением» Алексея Михайловича (1649 года) «служилые люди» («ратные люди») состояли на «государевой службе», за что получали земли и «государево жалованье».
Впоследствии в России появилась новая категория военнослужащих, людей которых набирали «по прибору» (по набору). Им не давали за военную службу земли и поместья, а выдавали от казны денежное и хлебное жалованье, одежду и обувь, «доспехи и снаряжение». К ним относились:
- копейщики
- стрельцы
- рейторы
- пушкари
- городовые дворяне
- городовые казаки
- казаки
- и так далее.

В XVII веке в разряд служилых людей «по прибору» были добавлены рядовые военнослужащие полков «нового строя» — мушкетёры, рейтары, драгуны, гусары, солдаты, а также пашенные солдаты и драгуны.

### Современный период
Согласно статье 2 Федерального закона РФ «О воинской обязанности и военной службе» военнослужащими в Российской Федерации являются «граждане, не имеющие гражданства другой страны, проходящие военную службу в Вооруженных Силах Российской Федерации, войсках национальной гвардии Российской Федерации, в спасательных воинских формированиях федерального органа исполнительной власти, уполномоченного на решение задач в области гражданской обороны, Службе внешней разведки Российской Федерации, органах федеральной службы безопасности, органах государственной охраны, органах военной прокуратуры, военных следственных органах Следственного комитета Российской Федерации и федеральном органе обеспечения мобилизационной подготовки органов государственной власти Российской Федерации, воинских подразделениях федеральной противопожарной службы и создаваемых на военное время специальных формированиях, а гражданами, имеющими гражданство (подданство) иностранного государства, и иностранными гражданами — в Вооруженных Силах Российской Федерации и в спасательных воинских формированиях федерального органа исполнительной власти, уполномоченного на решение задач в области гражданской обороны».
Граждане Российской Федерации (России) приобретают статус военнослужащих с началом прохождения военной службы и утрачивают его с окончанием сроков прохождения военной службы. Военнослужащие проходят военную службу в формированиях вооружённых сил (воинских частях (кораблях), предприятиях, в учреждениях, организациях, военных образовательных учреждениях профессионального образования). Каждому военнослужащему присваивается соответствующее его образованию воинское звание. По своему служебному положению и воинскому званию одни военнослужащие по отношению к другим военнослужащим могут быть начальниками или подчинёнными, старшими или младшими.
Федеральным законом России «О статусе военнослужащих» установлены следующие категории военнослужащих:
- офицеры, прапорщики, старшины, сержанты, солдаты, матросы, проходящие военную службы по контракту;
- старшины, сержанты, солдаты, матросы, проходящие военную службу по призыву и приравненные к ним по статусу курсанты до заключения с ними контракта.

Указанным федеральным законом установлены определённые дополнительные обязательства (обязанность выполнения поставленных задач в любых условиях, в том числе с риском для жизни) и ограничения, связанные со статусом военнослужащих (запрет заниматься предпринимательской и другой оплачиваемой деятельностью, за исключением научной и иной творческой), а также предоставляются гарантии и компенсации, связанные с особым характером обязанностей военнослужащих (предоставление жилья, льготы при поступлении в образовательные учреждения, льготы при проезде в общественном транспорте(отменены) и т. п.).
Военнослужащим обычно присваиваются воинские звания. В России первое воинское звание присваивается военнослужащим после призыва, до принятия военной присяги. Военнослужащий, впервые поступивший (призванный) на военную службу, приводится к военной присяге.

## Правовой аспект
Военнослужащие, принимающие участие в военных действиях и вооруженных конфликтах, обладают особым юридическим статусом комбатантов: их деяния не попадают под действие уголовного права, а оцениваются с точки зрения законов войны. В частности, на них распространяются положения Женевской конвенции об обращении с военнопленными.  Гаагские конвенции содержат следующие критерии отнесения военнослужащего к законным комбатантам: 

1) имеют во главе лицо, ответственное за своих подчинённых; 

2) имеют определённый и явственно видимый издали отличительный знак ; 

3) открыто носят оружие; 

4) соблюдают в своих действиях законы и обычаи войны.

При несоблюдении указанных условий, военнослужащий считается незаконным комбатантом.
В соответствии с Женевской конвенцией на задержанных незаконных комбатантов не распространяется понятие военнопленный, они подлежат уголовному преследованию по суду согласно внутреннему праву государства, задержавшего такое лицо